# Richard Willerslev
Richard Sonnenborn Willerslev (født 30. maj 1915 i København, død 22. marts 1995 sammesteds) var en dansk erhvervshistoriker, magister i historie, 1952 dr.phil. Willerslev har været ansat ved flere højere læreanstalter, herunder på Institut for økonomisk historie ved Københavns Universitet.
Richard Willerslev har først og fremmest forsket i erhvervshistorie, især industrihistorie. Hans doktordisputats, Studier i dansk Industrihistorie 1850-1880 fra 1952, var et opgør med den tidligere fremherskende opfattelse at det industrielle gennembrud i Danmark først var fundet sted efter 1870, det vil sige efter afståelsen af de forholdsvis stærkt industrialiserede hertugdømmer og de teknologiske landvindinger, som ubestrideligt skete på denne tid. Willerslev mente at kunne fastslå, at et industrielt gennembrud i kongeriget Danmark var sket allerede tidligere, i 1850'erne. Med sit forskningsværk fik Willerslev sat spørgsmålet om industriens gennembrud på den forskningsmæssige dagsorden.
Han er far til antropologen Rane Willerslev, genetikeren Eske Willerslev og lægen Anne Willerslev.

## Forfatterskab
- Richard Willerslev: Studier i dansk Industrihistorie 1850-1880; København 1952 (Reprografisk genudgivet og forlagt af Selskabet for Udgivelse af Kilder til Dansk Historie, København 1978) ISBN 87-7500-874-2
- Richard Willerslev: Sådan boede vi. Arbejdernes boligforhold i København omkring 1880; Akademisk Forlag, 1979
- Richard Willerslev: Den glemte indvandring. Den svenske indvandring til Danmark 1850-1914; København, Gyldendal, 1983
- Richard Willerslev: "Den slesvigske, svenske og russiske indvandring til København 1850-1914" (Historiske Meddelelser om København 1981, s. 84-123).
- Richard Willerslev: "Svenske gæstearbejdere i København 1850-1914" (Fortid og Nutid 1981, s. 224-241).
- Richard Willerslev: Danmarks største arbejdsplads. Opførelsen af Københavns Landbefæstning 1886-93, Amadeus/Lokalhistorie 1986.

### På internettet
- Richard Willerslev: "Danmarks første aktieselskab" (Historisk Tidsskrift, 10. række, Bind 6; 1942)
- Richard Willerslev: "Remissionen af 14. april 1842 og 27. marts 1844. Studie i dansk oversøisk handel" (Nationaløkonomisk Tidsskrift, Bind 83; 1945)
- Richard Willerslev (anmeldelse af): "Industriens Historie i Danmark III, 1-2, København 1944. Ved Axel Nielsen." (Historisk Tidsskrift, 11. række, Bind 3; 1950)
- Richard Willerslev: "Træk af den industrielle udvikling 1850-1914" (Nationaløkonomisk Tidsskrift, Bind 92; 1954)
- Richard Willerslev: "»En jævn og behersket udvikling«? (Historie/Jyske Samlinger, Ny række, Bind 15; 1983)

## Andres anmeldelser
- Ejnar Cohn: "Dansk håndværk og industri ved midten af det 19. årh." (Nationaløkonomisk Tidsskrift, Bind 91; 1953)
- Jens Vibæk (anmeldelse af): "Rich. Willerslev: Studier i dansk industrihistorie 1850—1880. Handelshøjskolen i København, skriftrække A, 7. Einar Harcks Forlag. København 1952" (Erhvervsøkonomisk Tidsskrift, Bind 17; 1953)